# Prințul Frederic de Württemberg
Prințul Frederick Charles Augustus de Württemberg (germană Friedrich Karl August Prinz von Württemberg) (21 februarie 1808 – 9 mai 1870) a fost general în armata Württemberg și tatăl regelui Wilhelm al II-lea de Württemberg. Frederic a fost membru al familiei regale de Württemberg și Prinț de Württemberg.